# Новосёлов, Пётр Иванович
Пётр Иванович Новосёлов (род. 12 ноября 1892, Тверь — 4 февраля 1975, Москва) — советский военачальник, начальник управления продуктовой службы, начальник организации планового отдела, начальник штаба тыла Ленинградского фронта (1942—1945 год), один из руководителей Ладожской Дороги Жизни, генерал-майор интендантской службы (7 декабря 1942). Участник Первой Мировой войны, Советско-польской войны, Советско-финляндской войны, Великой Отечественной войны.

## Биография
Петр Иванович Новоселов родился 12 ноября 1892 года в городе Тверь, Тверская губерния.
С 1915  по 1917 год служил офицером в Русской императорской армии. Участник Первой Мировой войны.
В Красной Армии с 23 октября 1918 года в должности командира.
В апреле 1940 года указом Президиума ВС СССР за образцовое выполнение боевых заданий Командования на фронте борьбы с финской белогвардейщиной и проявленные при этом доблесть и мужество награжден орденом Красной Звезды.
7 декабря 1942 года Петр Иванович Новоселов повышен в звании до генерал-майора интендантской службы.
22 декабря 1942 года награжден медалью «За оборону Ленинграда».
Во время блокады Ленинграда был одним из руководителей Ладожской Дороги Жизни вместе с генералами Ф. Н. Лагуновым, Г. М. Савоненковым, А. М. Шиловым. Сообща реализовали идею создания дороги по льду Ладожского озера.
10 февраля 1943 года указом Президиума ВС СССР награжден орденом Красного Знамени.
21 февраля 1944 года награжден указом Президиума ВС СССР вторым орденом Красного Знамени.
5 октября 1944 года награжден орденом Отечественной войны I степени.
3 ноября 1944 года указом Президиума ВС СССР за выслугу лет награжден орденом Красного Знамени в третий раз.
21 февраля 1945 года награжден орденом Ленина.
После Великой Отечественной войны продолжил работать в Ленинградском Военном Округе на должности начальника штаба тыла.
29 июня 1945 года награжден орденом Кутузова II степени.
20 июня 1949 года указом Президиума ВС СССР за выслугу лет награжден орденом Красного Знамени в четвертый раз.
С 26 апреля 1952 года ушёл в отставку.
Скончался 4 ноября 1975 года. Похоронен на Введенском кладбище в Москве.

## Награды
- Орден Красной Звезды (__.04.1940)
- Медаль «За оборону Ленинграда» (22.12.1942)
- Орден Красного Знамени (10.02.1943)
- Орден Красного Знамени (21.02.1944)
- Орден Отечественной войны I степени (05.10.1944)
- Орден Красного Знамени (03.11.1944)
- Орден Ленина (21.02.1945)
- Медаль «За победу над Германией в Великой Отечественной войне 1941—1945 гг.» (09.05.1945)
- Орден Кутузова II степени (29.06.1945)
- Орден Красного Знамени (20.06.1949)